# Alessandra Buonanno
Alessandra Buonanno   (Cassino, 1968) és una física teòrica italiana, naturalitzada estatunidenca, directora de l'Institut Max Planck de Física Gravitacional de Potsdam. És la cap del departament de "Relativitat Astrofísica i Cosmològica". Manté una càtedra de recerca a la Universitat de Maryland, College Park, i càtedres honoràries a la Universitat Humboldt de Berlín, i a la Universitat de Potsdam. És una membre destacada de la col·laboració científica LIGO, que va observar per primer cop ones gravitacionals d'una fusió binària de forats negres el 2015.

## Biografia
Buonanno va fer el seu màster el 1993 i doctorat el 1996 en física teòrica a la Universitat de Pisa. Després d'un període breu a la divisió de teoria del CERN, va obtenir un postdoctorat a l'Institut des hautes études scientifiques (IHES) de Paris i una beca R.C. Tolman a l'Institut Tecnològic de Califòrnia.
Buonanno va esdevenir investigadora permanent (Chargée de Recherche de 1ere classe, CR1) el 2001 a l'Institut d'Astrophysique de Paris (IAP) i al Laboratori d'Astroparticules i Cosmologia (APC) a París del Centre Nacional de la Recerca Científica (CNRS) abans d'unir-se a la Universitat de Maryland com a professora de físiques el 2005. El 2014 es va traslladar a l'Institut Max Planck de Física Gravitacional.
Buonanno va treballar amb Thibault Damour en la reducció del problema de dos cossos en general relativitat a un formalisme efectiu d'1 cos, i les seves recerques a la intersecció entre descripcions analítiques i simulacions numèriques de la teoria de la relativitat general van ser emprades per a observar per primer cop ones gravitacionals en la fusió de forats negres binaris, i inferir les seves propietats astrofísiques i cosmològiques. Més enllà de la seva expertesa en modelitzacions d'ones gravitacionals d'objectes compactes binaris, Buonanno, en col·laboració amb Yanbei Chen, va computar el soroll quàntic òptic dels detectors de l'experiment LIGO.

## Premis i honors
- 2021: Balzan Premi en Gravitacióː aspectes físics i astrofísics (compartit amb Thibault Damour)[20]
- 2021: Medalla Dirac i Premi del Centre Internacional de Física Teòrica Abdus Salam (ICTP) (compartit amb T. Damour, F. Pretorious I S. Teukolsky)[21]
- 2021: Membre de l'Acadèmia Nacional de Ciències dels EUA[22]
- 2021: Membre de l'Acadèmia Nacional alemanya de Ciències Leopoldina[23]
- 2021: Membre de l'Acadèmia de Ciències i Humanitats Berlín-Brandenburg[24]
- 2021: Medalla Galileo Galilei de l'Istituto Nazionale di Fisica Nucleare (INFN) (compartit amb T. Damour I F. Pretorious)[25]
- 2019: 8è Benjamin Lee Professorship, Centre Asiàtic-Pacífic de Física Teòrica, Corea del Sud[26]
- 2018: Premi Gottfried Wilhelm Leibniz de la Deutsche Forschungsgemeinschaft (DFG)[8][27][28]
- 2016: Premi Estatal de la Baixa Saxònia (compartit amb Bruce Allen i Karsten Danzmann)[29][30]
- 2011: Fellow de la Societat Física americana (APS)[31]
- 2010: Fellow de la Societat Internacional de Gravitació i Relativitat General (ISGRG)[32]
- 2007: Fellowship Richard A. Ferrell, Universitat de Maryland, College Park[33]
- 2006–2008: Fellowship de recerca Alfred P. Sloan[34]
- 2000: Premi de la Societat italiana de Relativitat General i Física Gravitacional (SIGRAV)[35]